# Åbo läns fördubblingsregemente till häst
Åbo läns fördubblingsregemente till häst (Åbo läns fördubblingskavalleriregemente) var ett svenskt kavalleriförband uppsatt med personal från bland annat landskapet Åboland i Finland.

## Historia
Förbandet sattes upp år 1700 under det Stora nordiska kriget och verkade fram till år 1709. 1709 kom det att ingå som stam för det nyuppsatta ordinarie Åbo och Björneborgs läns kavalleriregemente. Det bestod av 667 man.

## Förbandschefer
- 1700–1703: Claes Johan Wrangel af Fall
- 1703–1709: Carl Pereswetoff-Morath (från augusti 1704 i rysk fångenskap)